# Viverols
Viverols település Franciaországban, Puy-de-Dôme megyében. Lakosainak száma 443 fő (2022. január 1.). Viverols Usson-en-Forez, Églisolles, Medeyrolles, Saillant, Saint-Just és Sauvessanges községekkel határos.

## Népesség
A település népessége az elmúlt években az alábbi módon változott:
| Lakosok száma | 417  | 412  | 418  | 408  | 407  | 405  | 418  | 430  | 443  |
|               | 2013 | 2015 | 2016 | 2017 | 2018 | 2019 | 2020 | 2021 | 2022 |